# Aeletes gemmula
Aeletes gemmula är en skalbaggsart som först beskrevs av Thomas Vernon Wollaston 1865.  Aeletes gemmula ingår i släktet Aeletes och familjen stumpbaggar. Inga underarter finns listade i Catalogue of Life.